# Samuel Sullivan
Samuel Sullivan Es uno de los personajes pertenecientes dentro del universo real de la serie de televisión estadounidense Héroes, y es interpretado por el actor Robert Knepper.

## Personalidad
Samuel es una persona muy seria y sombría, aunque con una gran capacidad de socializarse y congeniar con muchas personas como parte de su habilidad para actuar. Por lo general la reputación de Samuel gira en torno a la de una persona amable y sosega que no parece ser incluso capaz de lastimar ni una mosca. No obstante debajo de esa coraza de buena persona se esconde una persona, fría, calculadora y despiada que está dispuesto incluso a tomar decisiones extremas con tal de resolver sus problemas. 
Si se ve en dificultades. La ira de Samuel lo precipita y en consecuencia, comete imprudencias las cuales la mayor parte de las veces son imposibles de enmendar. Lo que le confieren un aire inmoral y muy peligroso.

## Historia
Unos años antes del inicio de la historia cerca de su nacimiento. Samuel con tan solo nacer manifestó por primera vez sus mortales habilidades las cuales no solo le confirieron una reputación temible, sino que también derivo un sinnúmero de estudios relacionados con el origen y el control de sus poderes por Chandra Suresh. Al pasar los años. Samuel conoce a Vanessa Wheeler de quien posteriormente terminó enamorándose. Sin embargo su relación se enfría tan pronto Vanessa asciende a niveles más altos de la sociedad, arrasando con toda posibilidad de integrarse a una vida como nómada. Con el tiempo Samuel comenzó a desarrollar un gusto por aumentar progresivamente sus poderes, deseo que más tarde se convierte en obsesión hasta finalmente volverse en codicia, sentimiento responsable de envenenarle el alma y de convertirlo en un ser tan peligroso que casi termina ocasionando su propio asesinato organizado por su mismo hermano y otro miembro de la feria Arnold años atrás. 
Cuando el Dr. Mohinder Suresh aparece en la feria interesado por encontrar al poderoso humano evolucionado filmado en unas cintas por el padre del científico. Joseph conociendo las consecuencias expulsa a Mohinder de la feria y le ordena destruir las cintas. Sin saber que el mismo Samuel había escuchado toda la conversación. Esa misma noche Samuel mantuvo una conversación con Joseph quien terminó revelándole su plan para deshacerse de él al donarle una brújula a un soldado del ejército de los Estados Unidos. Como consecuencia Samuel se molesta hasta tal grado que manifiesta sus poderes, perforándole la garganta a su propio hermano durante el progreso. A pesar de estar algo dolido, Samuel sin perder sus ambiciones se dirige hasta la habitación de Suresh a quien acaba asesinado al descubrir que el científico ya había quemado las cintas con sus "instrucciones."         
Dos meses más tarde con el funeral de Joseph terminado, Samuel utilizando los pocos conocimientos relacionados con el aumento de su poder. Comienza a asechar y perseguir a distintos humanos evolucionados para integrarlos a la feria, además de que utilizando a favor su superioridad como si de peones se tratasen Samuel manipula a muchos miembros de la feria para sus maléficos planes.

## Redención

### Camino hacia el poder
Como primer paso Samuel decide asesinar al soldado responsable de buscarlo (quien no es otro más que Danko) y manipulando al confundido Edgar se desata una misión entra la cual Danko muere y Edgar recupera a duras cuestas la brújula, tras enfrentarse a Peter y herir de gravedad a Noah. Durante la elaboración de dichos planes. Lydia “la dama pintada” de la feria accidentalmente descubre los despiadados planes de Samuel por ser su poder el detectar las emociones y deseos de las personas. Hecho que terminó originando una muy mala relación entre ambos.  Al enterarse de que el poder de cruzar las barreras del tiempo se encuentra en el agonizante Hiro Nakamura. Cuando se entera de la bipolaridad de Sylar, es el encargado de interceptar al hombre y de ofrecerle refugio y una guía para descubrir su verdadero “yo.” No obstante Samuel es incapaz de manipular a Sylar ya que escapa tan pronto “Nathan” toma control de él. Samuel organiza un nuevo plan para recuperar las valiosas cintas con el secreto detrás de su poder usando a su favor a Hiro y Arnold. 
De manera que mientras Arnold lo lleva hasta las épocas en que Hiro es capaz de viajar por otra parte Samuel animando de diferentes maneras a Hiro consigue persuadir al joven de utilizar sus poderes de nuevo, esperando tener la oportunidad de poder someterlo hasta su voluntad. Sin embargo cuando Samuel ve que el joven no utiliza sus poderes para otra cosa más que la redención. Samuel se ve en la obligación de someterlo por la fuerza, utilizando como cebo a Charlie la amante de Hiro, a quien consigue aprisionar en otra época del tiempo y para asegurarse de no perder dicha ventaja, Samuel estrangula a Arnold consiguiendo en cierto sentido desquitarse con el mismo. 
Para rescatar las cintas de ser destruidas Hiro se ve en la obligación de viajar dos meses antes en el preciso momento en el que Mohinder destruye las cintas. La misión se efectúa con éxito y por razones éticas Hiro salva a Mohinder de ser asesinado por un impulsivo Samuel. En el día de gracias Hiro le exige a Samuel el paradero de Charlie, pero el frío hombre con temor a volver a necesitar a Hiro desiste ante los ruegos del japonés quien molesto une fuerzas con Lydia y ambos descubren el misterio detrás de la muerte de Joseph. Esa misma noche Hiro recibe una pequeña ayuda de parte de Edgar quien deseaba vengarse de Samuel. Mas el hombre se da cuenta de la alianza y durante la cena Samuel acusa a Edgar de asesinar a Joseph frente a toda la feria. Obligando tanto a Hiro como a Edgar escapar. Unas horas más tarde Samuel es confrontado por Hiro quien termina con medio cerebro alterado por Damien otra feriante. En afán de castigar a Lydia. Samuel integra a Amanda en la feria. 

### El último espectáculo de los Sullivan Bros. Carnival
Con las cintas bajo su poder y sin ningún obstáculo alguno. Samuel visita a la humana evolucionada Emma Coolidge con el propósito de utilizar su poder para atraer a las personas hasta el lugar que ella desee. Tras tener a noticias nuevas sobre Vanessa, Samuel comienza a comunicarse secretamente con ella. Movimientos que Noah no tarda en notar y tras un intento de proteger a Claire, Noah intenta separar a Vanessa de Samuel. Pero al final es Samuel quien sale victorioso tras secuestrar a Vanessa. Durante semejante estadía Samuel comienza a coquetearle y cumplirle todos sus deseos. Sin embargo la mujer no acepta la oferta, rompiendo el corazón de Samuel, el cual molesto ese mismo día mata a un considerable número de personas inocentes. Quedando con una reputación temible que Lydia no duda en recalcarle en cada ocasión que tiene. Samuel entonces sabiendo que Noah no se rendiría fácilmente y tras contar con la confianza de Claire. Samuel usando al feriante Eli consigue crear un falso escenario en el que él se entregaría por la seguridad de su familia, evitando que Noah desate un tiroteo, justo antes de recibir un disparo supuestamente de Noah, siendo en realidad Eli siguiendo las órdenes del mismo Samuel. Eli también le dispara a Lydia, acabando con la única persona que sería capaz de revelar las atroces intenciones del ambicioso hombre. Plan que Lydia es capaz de averiguar justo antes de morir.
Cuando descubre que Claire y Noah ya sabían su plan detrás del tiroteo, Samuel sin muchas complicaciones acaba con ellos (aparentemente). Ya en Central Park con tan solo horas para completar su plan de exponer los poderes a todo el mundo. Manipulando a Emma gracias a la intervención de Eric Doyle un enorme número de personas llega ala trampa de Samuel. Justo antes de que el ambicioso hombre lograra sepultar a la gente bajo tierra, en ese momento aparecen Claire, Noah, Edgar, Peter y Sylar quienes detienen sus planes y les revelan la verdad a los feriantes. Sin embargo es Matt quien consigue probarles a todos los feriantes la verdad al manipular a Eli y obligarlo a hablar. Samuel desesperado intenta usar sus incrementados poderes solo para ser detenido por Peter quien copia su poder y se enfrenta a él. Mientras Hiro y Ando transportan a los feriantes hasta otra parte del mundo, quedando Samuel completamente derrotado e impotente.

## Brave New World
Samuel es arrestado por sus acciones por agentes de la compañía, gracias a los contactos de Lauren Gilmore. A los pocos momentos de su salida, claire expone sus poderes ante el mundo entero. Volviéndose el destino de este personaje incierto.

## Poderes
Samuel puede controlar la tierra en todos sus sentidos, incluyendo la tinta las cuales usa para hacer retratos o alterar fotografías, capaz de mover montañas o crear cráteres y terremotos. Sin embargo para hacerlo debe estar cerca de al menos una persona con poderes ya que al estar solo sus poderes disminuyen considerablemente.